# Eriocaulon melanocephalum
Eriocaulon melanocephalum là một loài thực vật có hoa trong họ Eriocaulaceae. Loài này được Kunth mô tả khoa học đầu tiên năm 1841.